# Lenguas de Strickland oriental
Las lenguas de Strickland oriental son una pequeña subfamilia lingüística de lenguas trans-neoguineanas de acuerdo a la clasificación de Malcolm Ross.

## Clasificación
Las seis lenguas se clasifican como,
- Periféricas: Fembe (Agala), Odoodee (Tomu), Konai.
- Centrales: Gobasi (Nomad), Kubo, Samo.

son un grupo de lenguas estrechamente emparentadas.

## Comparación léxica
Los numerales en diferentes lenguas de Strickland oriental:
| GLOSA | Kubo             | Odoodee   | Samo            | PROTO- STRICKLAND |
| ----- | ---------------- | --------- | --------------- | ----------------- |
| '1'   | sesa 'meñique'   | hɛdɛˈpɛ   | helẽu           | *herep-           |
| '2'   | sesamɔe 'anular' | ˈbɑkɑdʲɔ  | bẽau            | *be-              |
| '3'   | kɔmae 'medio'    | 2 + 1     | be-helɔ         | *2 + 1            |
| '4'   | dɔsɔu 'índice'   | 2 + 2     | bẽauili bẽauili | *2 + 2            |
| '5'   | hau 'pulgar'     | de ˈtʲɑdo | debe helɔfo     | *de-              |
| '6'   | wãɪ̃ 'muñeca'     |           |                 |                   |
| '7'   | dɪu 'antebrazo'  |           |                 |                   |
| '8'   | dɔma 'codo'      |           |                 |                   |
| '9'   | dɔbe 'bíceps'    |           |                 |                   |
| '10'  | ɔɪ 'hombro'      |           | 5x2             |                   |